# Klara Arnberg
Klara Arnberg, född 1979, är en svensk docent och universitetslektor i ekonomisk historia.

## Biografi
Klara Arnberg disputerade vid Umeå universitet år 2010 på en avhandling om den pornografiska pressens kommersiella genombrott och regleringen av pornografi i Sverige under perioden 1950–1980. Hon har därefter publicerat samt varit medförfattare till ett stort antal vetenskapliga artiklar, böcker, antologier och antologikapitel om pornografihistoria, konsumtionshistoria, sexualitetshistoria och genushistoria.
Arnberg har förekommit flitigt i media, inte minst i samband med släppet av Såra tukt och sedlighet: Hundra år av pornografi i Sverige (författad med Elisabet Björklund, Tommy Gustafsson och Mariah Larsson). Boken utkom 2021, 50 år efter att lagen om sårande av tukt och sedlighet upphävdes varpå pornografin legaliserades.